# Pica-soques de Przewalski
El pica-soques de Przewalski (Sitta przewalskii) és un ocell de la família dels sítids (Sittidae) que habita els boscos del sud-est del Tibet i oest de la Xina.